# サイレントマイノリティー
「サイレントマイノリティー」は、日本のシンガーソングライター伊東歌詞太郎のシングル。2022年4月27日にKADOKAWAより3枚目のシングルとして発売された。

## 概要
前作『真珠色の革命』から約5か月ぶりのリリースとなる。
表題曲は、TVアニメ『乙女ゲー世界はモブに厳しい世界です』の主題歌として書き下ろされた。

## 収録内容
| #  | タイトル                                   | 作詞         | 作曲         | 編曲     | 時間 |
| -- | ------------------------------------------ | ------------ | ------------ | -------- | ---- |
| 1. | 「サイレントマイノリティー」               | 伊東歌詞太郎 | 伊東歌詞太郎 | akkin    | 3:38 |
| 2. | 「君の場所へ」                             | 伊東歌詞太郎 | 伊東歌詞太郎 | 棚橋信仁 | 4:18 |
| 3. | 「サイレントマイノリティー」(instrumental) |              |              |          | 3:38 |
| 4. | 「君の場所へ」(instrumental)               |              |              |          | 4:18 |

## タイアップ
サイレントマイノリティー
TVアニメ『乙女ゲー世界はモブに厳しい世界です』オープニングテーマ